# Antoni Nowak-Przygodzki
Antoni Michał Nowak-Przygodzki vel Nowak ps. „Opel” (ur. 15 maja 1897 w Jarosławiu lub Półwsi, zm. 4 stycznia 1959 w Paryżu) – doktor praw, adwokat, działacz społeczny, radny Lwowa, porucznik kawalerii Wojska Polskiego, kapitan czasu wojny w Armii Krajowej, działacz emigracyjny.

## Życiorys
Urodził się 15 maja 1897. Jego rodzinami byli Antoni Novák i Paulina z d. Lisak. Przed 1914 ukończył gimnazjum i został studentem na wydziale filozoficznym. Po wybuchu I wojny światowej wstąpił do Legionów Polskich. Służył w 1 pułku artylerii jako szeregowy od sierpnia 1916. Po kryzysie przysięgowym został wcielony do c. i k. armii. Został superarbitrowany w Krakowie w grudniu 1917 i uznany za zdolnego do służby pomocniczej.
U kresu wojny w 1918 przybył do Lwowa. Tam w listopadzie 1918 objął dowództwo nad sformowanym oddziałem Legii Akademickiej i brał udział w obronie Lwowa w trakcie wojny polsko-ukraińskiej jako chorąży w Odcinku I, Pododcinek Remiza-Cytadela, dowódca plutonu „Stary”. Ukończył studia wyższe, uzyskując tytuł naukowy doktora praw. Był filistrem honorowym korporacji akademickiej „Aragonia”. Po odzyskaniu przez Polskę niepodległości został przyjęty do Wojska Polskiego. Brał udział w wojnie polsko-bolszewickiej. Został awansowany do stopnia podporucznika rezerwy artylerii ze starszeństwem z 1 czerwca 1919. W 1923, 1924 był oficerem rezerwowym 10 pułku artylerii ciężkiej w garnizonie Przemyśl.
W okresie II Rzeczypospolitej był adwokatem we Lwowie. Wykładał w Akademii Handlu Zagranicznego we Lwowie, działał w samorządzie. Pełnił mandat radnego Rady Miasta Lwowa; ponownie wybrany w wyborach samorządowych 1934 startując z ramienia listy nr 1 (prorządowej). Działał społecznie. Jako prezes Związku Obrońców Lwowa w 1928 został zastępcą przewodniczącego Komitetu Obywatelskiego Obchodu 10-tej rocznicy Obrony Lwowa.
Działał w Miejskim Komitecie Wychowania Fizycznego i Przysposobienia Wojskowego we Lwowie. Do grudnia 1936 był prezesem okręgu Związku Rezerwistów we Lwowie. W 1937 był członkiem wydziału honorowego klubu sportowego LKS Pogoń Lwów. Został członkiem założycielem powołanego w 1938 Stowarzyszenia „Towarzystwo Budowy Panoramy Plastycznej Dawnego Lwowa”.
Po wybuchu II wojny światowej 1939 nie został objęty mobilizacją. Podczas wojny obronnej był w stopniu porucznika. W tym czasie przewodził Komitetowi Opieki nad Uchodźcami. Po nastaniu okupacji sowieckiej jesienią zaangażował się w działalność konspiracyjną 1939. Od września 1940 przebywał w Warszawie, gdzie obowiązywała okupacja niemiecka. Został oficerem Związku Walki Zbrojnej, następnie Armii Krajowej. W stolicy był instruktorem Szarych Szeregów na obszar Polski południowo-wschodniej, zaś w 1943 działał jako oficer oświatowy Grup Szturmowych Szarych Szeregów. W pierwszej połowie 1944 w stopniu kapitana czasu wojny pełnił funkcję szefa Oddziału V Biura Informacji i Propagandy Okręgu „Warszawa” AK, od czerwca do października 1944 był szefem BiP. Brał udział w powstaniu warszawskim 1944. Po jego pacyfikacji był zatrzymany przez Niemców i osadzony w obozach jenieckich na obszarze III Rzeszy.
Po zakończeniu wojny pozostał na emigracji. Pełnił funkcję prezesa Zarządu Głównego Stowarzyszenia Kombatantów Polskich od 1947–1948. Był członkiem III Rady Narodowej Rzeczypospolitej Polskiej od 1949 do 1951. Był wykładowcą w polskiej Szkole Nauk Politycznych i Społecznych w Paryżu, był szefem studiów Polskiej Sekcji Międzynarodowego Uniwersytetu w Strasburgu, pracował jako nauczyciel w Liceum Polskim w Les Ageux. Publikował w „Zeszytach Historycznych”.
Jego żoną była dr Zofia Nowak-Przygodzka, lekarz, a jego dziećmi Jadwiga Czachowska, Tadeusz Nowak-Przygodzki, Adam Nowak-Przygodzki, Maria Nowak-Przygodzka.
Zmarł 4 stycznia 1959 w Paryżu. Został pochowany na Cmentarzu Bagneux (Cimetière de Bagneux), kwatera 74-7-6.

## Ordery i odznaczenia
- Krzyż Niepodległości (9 listopada 1933)[30],
- Złoty Krzyż Zasługi (30 czerwca 1929)[31].